# Военно-морские силы Гвинеи
Военно-морские силы Республики Гвинея (фр. Marine de guerre) — один из видов вооружённых сил Республики Гвинея.

## История
Инфраструктура для базирования морских судов в портах была построена, когда Гвинея являлась колонией Франции.
Вооружённые силы Гвинеи были созданы после получения независимости от Франции 2 октября 1958 года, на их вооружении осталась часть оружия, техники и военного имущества французских колониальных войск и полиции.
Во второй половине 1960х годов из СССР были получены четыре снятых с вооружения 56-тонных торпедных катера проекта 183 без торпедных аппаратов (которые использовались в качестве патрульных катеров). К 1967 году создание флота было завершено. В 1970 году общая численность военно-морских сил составляла 200 человек.
В 2003 году военно-морские силы насчитывали 400 человек и 10 патрульных катеров, комплектование личным составом осуществлялось по призыву.
По состоянию на начало 2022 года военно-морские силы насчитывали 400 человек и четыре патрульных катера, комплектование личным составом осуществлялось по призыву (срок службы — 12 месяцев).